# دیدگاه شیعه به قرآن

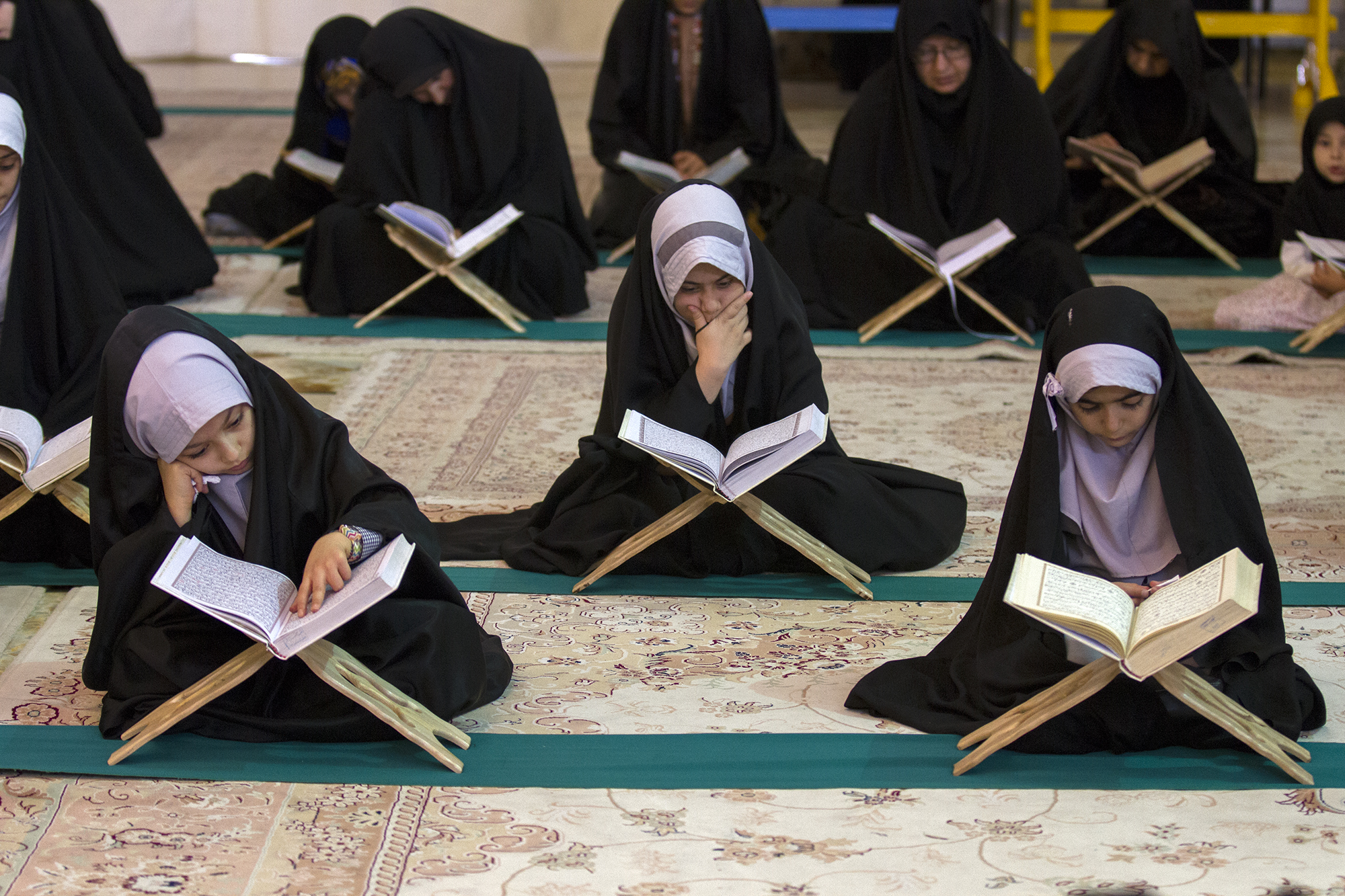
دختران شیعه در شهر قم درحال خواندن قرآن

دیدگاه شیعه به قرآن با دیدگاه اهل سنت تفاوت بسیار دارد، اما بیشتر علمای هر دو گروه(شیعه و سنی) براین باورند که متن قرآن یکسان است. در حالی که برخی از شیعیان معتقد به اعتبار شرعی قرآن عثمان بودند، و امامان شیعه نیز همیشه ایده تغییر متن قرآن را رد می‌کردند، اما هفت تن از علمای شیعه به حذف قوانین مندرج قرآن عثمان اعتقاد دارند.

## پیشینه
شیعیان از قرآن مشابه مسلمانان سنی استفاده می‌کنند، اما آن‌ها معتقد نیستند که این کتاب ابتدا توسط عثمان بن عفان تنظیم شده است. شیعیان معتقدند قرآن توسط محمد در زمان حیات او گردآوری و تدوین شده است. این نسخه که شیعیان به آن اشاره دارند، قرآنی است که در کنار منبر محمد در مسجد مدینه نگهداری می‌شد، جایی که دانشمندان و صحابه برای رونویسی نسخه‌های بیشتری به آن مراجعه می‌کردند. علاوه بر این، سید ابوالقاسم خویی معتقد بود که علی یک نسخه از این قرآن را در اختیار داشت که شامل تفسیر الهی قرآن بود.
با این حال، شیعیان حداقل از قرن دهم میلادی توسط مسلمانان دیگر متهم به حمایت از نظریه‌ای هستند که نشان می‌دهد قرآن معاصر با آنچه بر محمد نازل شده تفاوت دارد، زیرا برای حذف و کمرنگ کردن نام علی ابن ابی طالب ویرایش و گردآوری شده است. این عقیده که قرآن تحریف شده است، از نظر اهل سنت یکی از آشکارترین مصادیق «بدعت» شیعه است.نمونه‌ای از تقبیح اعتقاد به تغییر قرآن را می‌توان در آثار دانشمند مسلمان قرن یازدهم ابن حزم یافت که به مباحثه مسیحیان پاسخ داد «که رافضی‌ها [نام تحقیرآمیز شیعه] معتقدند که اصحاب پیامبر شما، قرآن را از طریق حذف و اضافات تغییر دادند.»
به گفته «اتان کوهلبرگ»، محقق و اسلام‌شناسی غربی، شیعیان دوازده امامی در ابتدا به تحریف قرآن اعتقاد داشتند، و این باور به تحریف در میان شیعیان در قرون اولیه اسلامی رایج بود.اما در دوران آل بویه(۹۳۴ میلادی) باور به تحریف در قرآن در میان شیعیان کاهش یافت. کوهلبرگ همچنین می‌گوید که شیخ صدوق، عالم قرن چهارم، نخستین عالم شیعه بود که موضعی مشابه با اهل سنت اتخاذ کرد. (تحریف در قرآن را رد کرد) البته بر این نظرِ کلبرگ، نقدهایی وارد شده است؛ از جمله: روایات مربوط به تحریف قرآن را که به نظر کلبرگ در منابع روایی امامیه فراوان است، عموماً ساختگی دانسته‌اند و گفته شده تعداد زیادی از آنها از منابع اهل‌سنت به منابع شیعه راه یافته‌اند. از سوی دیگر، مطالب این روایات، با توجه به قرائن، درباره تفسیر، شأن نزول، وحی غیر قرآنی و تحریف معنایی است، نه تحریف لفظی آیات قرآن.